# Landsomsjön
Landsomsjön är en sjö i Östersunds kommun i Jämtland och ingår i Ljungans huvudavrinningsområde. Sjön har en area på 0,605 kvadratkilometer och ligger 358 meter över havet. Sjön avvattnas av vattendraget Landsomsjöbäcken.

## Delavrinningsområde
Landsomsjön ingår i det delavrinningsområde (697902-145390) som SMHI kallar för Mynnar i Bodsjön. Medelhöjden är 374 meter över havet och ytan är 9,86 kvadratkilometer. Det finns inga avrinningsområden uppströms utan avrinningsområdet är högsta punkten. Landsomsjöbäcken som avvattnar avrinningsområdet har biflödesordning 3, vilket innebär att vattnet flödar genom totalt 3 vattendrag innan det når havet efter 224 kilometer. Avrinningsområdet består mestadels av skog (74 procent). Avrinningsområdet har 0,79 kvadratkilometer vattenytor vilket ger det en sjöprocent på 8 procent.